# Demoscene

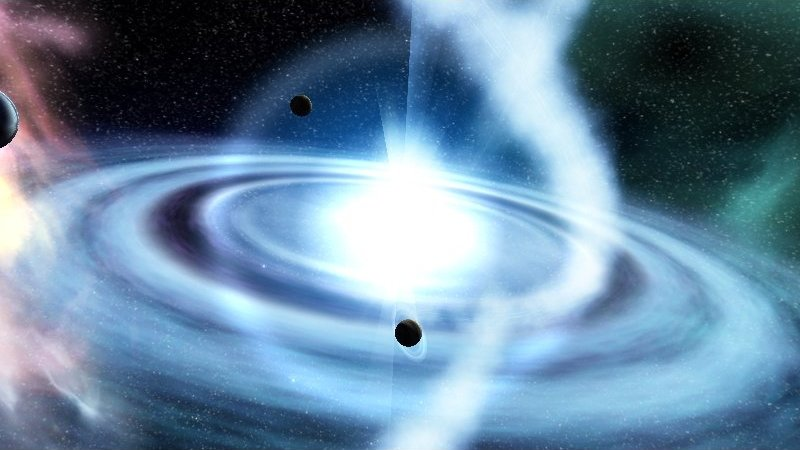
Exemplo de demo. Seu arquivo ocupa apenas 48 kilobytes, praticamente o mesmo espaço em disco ocupado por esta imagem, e contém as animações, gráficos e músicas executadas durante 4 minutos.

Demoscene é uma subcultura da arte computacional especializada na produção de demos, apresentações áudio-visuais não-interativas, que são executadas em tempo-real em um computador. O objetivo principal de um demo é demonstrar apuro técnico em habilidades de programação, artes gráficas e música entre os diversos demogroups.
A demoscene surgiu na era 8-bit dos computadores domésticos como o Commodore 64 e ZX Spectrum e se popularizou durante o advento dos micro-computadores baseados na arquitetura Motorola 680x0 (Atari ST e Amiga). Nos primeiros anos os demos tinham uma forte ligação com cracks. Durante a execução de um programa "crackeado", o grupo que modificou o jogo se apresentava em uma introdução gráfica chamada de crack intro.
Mais tarde, a criação de intros e demos se tornou uma nova subcultura, independente da cena de pirataria de softwares. Muitos dos jovens programadores que se dedicavam a criar demos, adquirindo habilidades e experiência na programação de gráficos para computadores, mais tarde passaram a trabalhar na indústria dos jogos, cujos produtos tinham previamente ajudado a piratear.

## Conceito

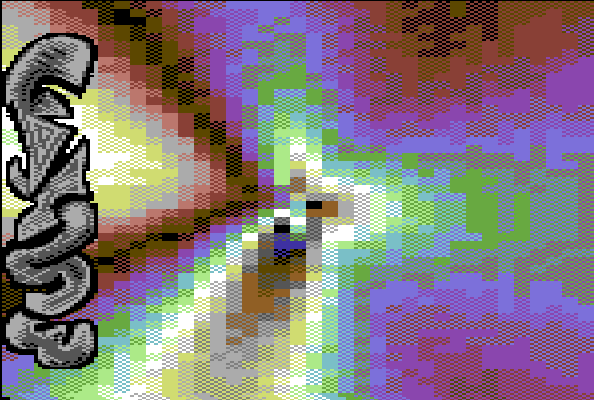
Demo Follow the Sign III para Commodore 64

Antes da popularização dos computadores compatíveis com o IBM PC, a maioria dos computadores domésticos de uma determinada família possuia pouca variação em suas especificações técnicas, o que os tornava tecnicamente semelhantes. Assim, as variações nas demos criadas para uma família de computadores eram atribuídas diretamente à capacidade de programação, ao invés da capacidade técnica da máquina. Isto criou um ambiente competitivo no qual os demogroups tentavam exibir sua habilidade por meio de efeitos mais complexos.
Os programadores se esforçavam para obter o máximo de desempenho possível de cada computador. Enquanto jogos e aplicativos eram desenvolvidos com a preocupação em estabilidade e compatibilidade em diferentes usos e cenários, os programadores de demos se interessavam por quantos ciclos de processamento uma rotina consumiria e, geralmente, como exibir o máximo de elementos ativos na tela. Para isso, muitos chegavam ao ponto de explorar erros conhecidos de hardware para produzir efeitos que os fabricantes do computador não imaginavam. Muitos jovens programadores foram atraídos por essa percepção de que a demoscene chegava próximo desses extremos.
Avanços modernos no desenvolvimento de hardware trouxeram CPUs mais rápidas, mais memória e aceleradores gráficos mais poderosos que incluem aceleração tridimensional, removendo muitos dos desafios existentes no passado ao mesmo tempo diversificando as máquinas disponíveis. Assim, o foco das demos passou de aproveitar ao máximo a capacidade dos computadores para a produção de peças com estilo e beleza aprimorados — uma mudança de mentalidade que muitos membros old school (membros antigos) desaprovam.
Essa quebra pode ser explicada pela supremacia do padrão Wintel, no qual o desempenho da plataforma varia e muito dos efeitos programados "na mão" passaram a ser processados pela placa de vídeo, que se por um lado dá mais liberdade artística aos demogroups, por outro elimina parte do desafio em programação. No entanto, para manter parte da tradição, muitas demoparties possuem competições com graus de limitação conforme a plataforma e o tamanho do programa. Em computadores modernos o tamanho do programa pode ser limitado em 64 kB ou 4 kB. Programas com tamanho limitado são geralmente chamados de intros. Em outras competições a plataforma pode ser limitada a computadores antigos - como o Commodore 64 ou Atari ST - ou dispositivos móveis - como telefones celulares e PDAs.

## História
Os primeiros programas de computadores que carregam alguma semelhança às demos e seus efeitos visuais podem ser encontrados nos display hacks. Seu surgimento se deu várias décadas antes da demoscene, com os exemplos mais antigos datados da década de 1950.
As demos conforme a definição dada entre a demoscene começou com as "assinaturas" dos crackers de software, introduções criadas e aplicadas a programas que tiveram sua proteção anticópia removida. As primeiras telas de crack apareceram na família de computadores Apple II entre o final da década de 1970 e o início da década de 1980, e não passavam de telas simples de texto com créditos ao cracker ou seu grupo. Gradativamente, estas telas estáticas se desenvolveram em introduções com níveis crescentes de efeitos animados e música. Eventualmente, os grupos crackers passaram a lançar as introduções separadamente, sem estar anexadas a algum programa pirateado. Estes programas ficaram conhecidos inicialmente por vários nomes como "mensagem" ou "carta" (letter), passando com o tempo a ser chamados de demos.
Compilações de música semelhantes a demos foram organizadas em 1985 por Charles Deenen para Commodore 64 inspirados pelas crack intros, usou músicas tiradas dos jogos e acrescentou a elas gráficos coloridos desenhados por ele. No ano seguinte o movimento conhecido como demoscene nasceu. Os grupos neerlandeses 1001 Crew e The Judges, ambos para Commodore 64, são mencionados como os primeiros demogroups. Competindo entre si durante o ano de 1986, criaram demos com músicas e gráficos originais, se aproveitando das capacidades técnicas do computador. Simultaneamente, outros grupos e indivíduos como Antony Crowther (Ratt) passaram a distribuir suas obras por redes como a Compunet do Reino Unido.

## Competição

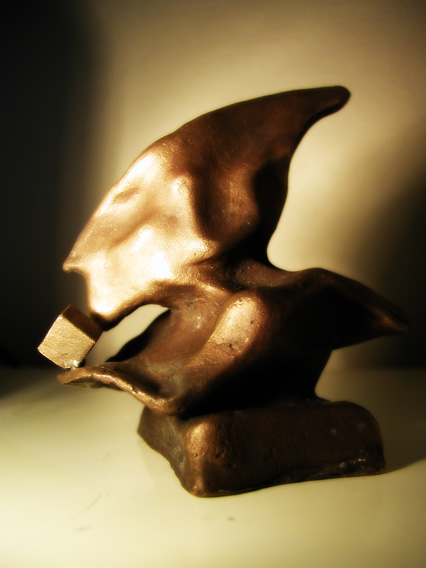
Estátua entregue aos vencedores da Scene.org Awards

A demoscene é uma subcultura motivada em grande parte pelo seu espírito de competição, com grupos e artistas individuais disputando entre si o reconhecimento de suas habilidades técnicas e artísticas. No seu início, esta competição se dava na forma de quebra de recordes, como o número de objetos animados na tela. Atualmente, existem competições (ou "compos"), organizados em demoparties, além de competições online. Nos anos 1990, revistas eletrônicas (diskmags) organizavam votações entre o público para listas os melhores artistas, músicos e programadores, seu alcance e respeito diminuiu com a popularização da Internet.
Competições em demoparties geralmente exigem a presença do artista ou grupo no evento. Os vencedores são escolhidos por uma votação pública entre os visitantes e premiados em uma cerimônia ou final da demoparty. Competições tradicionais em um evento incluem um demo compo, uma intro compo (geralmente limitado a 64 kB), uma graphics compo e music compo. Alguns eventos dividem as categorias por plataforma, formato e/ou estilo.
Não há um conjunto de critérios ou regras que guia a votação e o visitante em geral vota nos participantes que causaram maior impacto. Em demos antigas, este impacto era alcançado principalmente por técnicas de programação que apresentavam novos efeitos e marcas de desempenho em efeitos antigos. Com o passar dos anos, a ênfase mudou do primor técnico para valores mais artísticos como coerência estética, impacto audiovisual e ambientação.
Os demogroups constituem a grande maioria do público da demoscene, e as suas opiniões são consideradas como as mais válidas. Obras que conquistam grande eventos sem aderir a estética da cena são desmerecidos. No entanto, a maioria das demos listadas entre as melhores de todos os tempos possuem um forte apelo visual tanto entre a comunidade (ou cena) demo e o grande público.
Com a chegada do século XXI, surgiu uma iniciativa alternativa para premiar demos com a criação do Scene.org Awards. Nele, os vencedores são escolhidos anualmente por um painel de jurados respeitados na comunidade entre as obras lançadas durante o ano nas diversas categorias.

## Parties

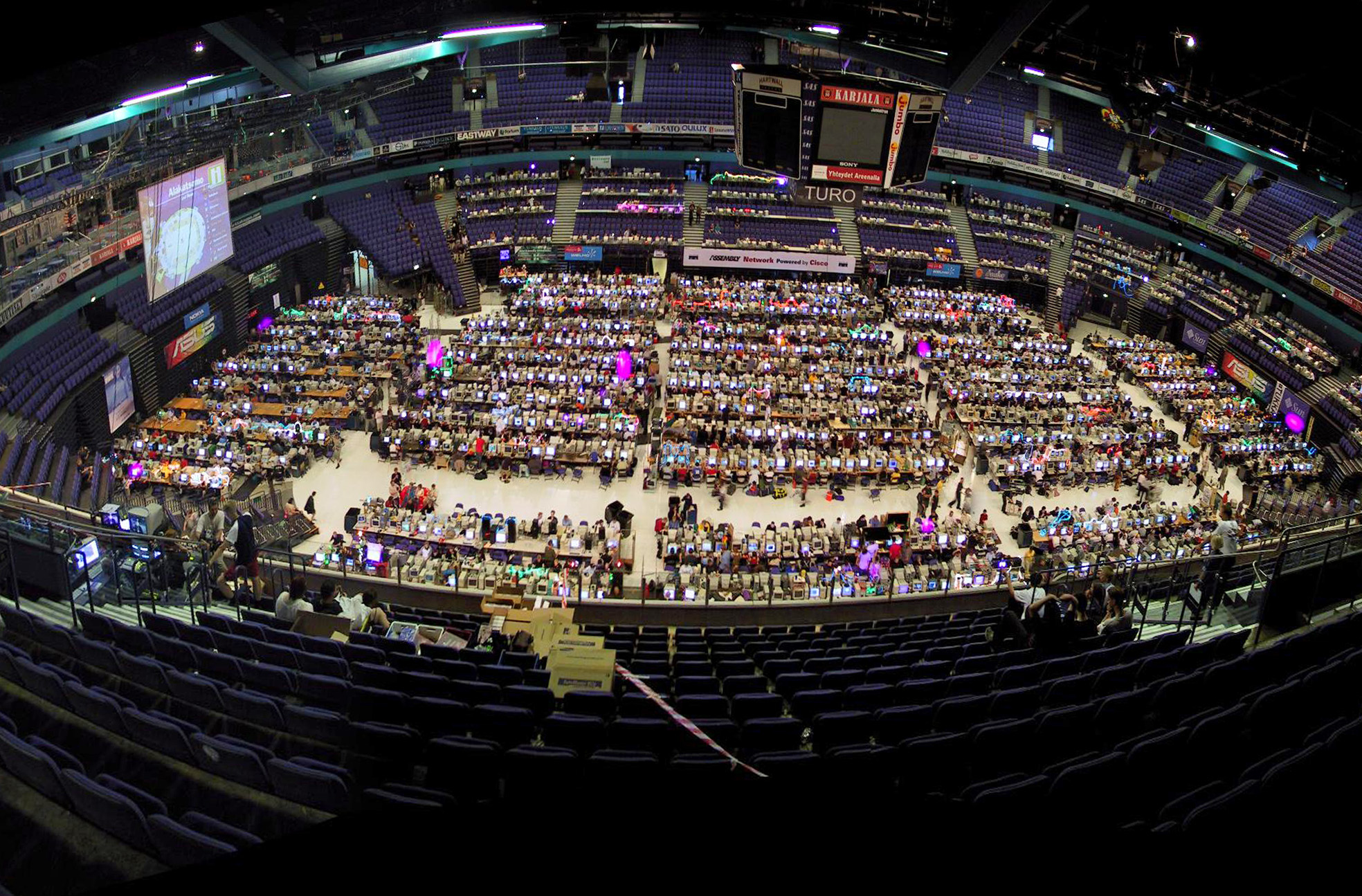
Assembly 2004 - combinação de demoparty e LAN party

Demoparty é um evento que reúne diversos demomakers e os organiza em diferentes competições. Uma demoparty tradicional é um evento que ocorre durante um final de semana, oferecendo aos visitantes tempo para diversas atividades e se socializar. Os trabalhos competidores são exibidos durante a noite, usando um projetor de vídeo e grandes caixas de som.
As demoparties começaram a surgir na década de 1980 na forma de copyparties nas quais piratas de software e criadores de demos se juntavam para compartilhar seus programas. As competições passaram a se tornar um aspecto importante desses eventos a partir da década de 1990.
Os eventos da demoscene são mais freqüentes na Europa continental, com cerca de cinqüenta eventos anualmente. Enquanto nos EUA foram realizados cerca de doze eventos no total. Grande parte dos eventos são apenas locais, reunindo demomakers de um único país, enquanto outras parties maiores (como o Breakpoint e Assembly) atraem visitantes do mundo inteiro.

## Tipos de demos
A demoscene existe em diversas plataformas, incluindo o IBM PC, C64, ZX Spectrum, Atari, Amiga, Amstrad CPC, Dreamcast e Game Boy Advance. A grande variedade de plataformas torna as demos dificeis de comparar entre elas. Alguns programas de benchmark também possuem modos de demonstração e suas origens remontam às demos dos computadores 16-bit.
Existem diversas categorias nas quais as demos são classificadas, a mais importante delas é a divisão entre as demos "grandes" e as intros que possuem restrições de tamanho, utilizada em praticamente todas as demoparties. As categorias mais comuns para intros são as "64K intro" e "4K intro" nas quais o tamanho do arquivo final é restrito a 65536 e 4096 bytes respectivamente.

## Grupos
Uma demo tradicional é criada por um demogroup, basicamente uma equipe de demosceners. Apesar de alguns demogroups possuirem dezenas de membros, o número de indivíduos envolvido com uma produção dificilmente supera dez membros. Como o demogroup também é uma forma de identificação para os demosceners, mesmo criações individuais são muitas vezes creditadas ao grupo.
Em geral, cada integrante é especializado em uma determinada área. A divisão mais comum se dá entre os coders (programadores, envolvidos também no conceito de design), graphicians (artistas gráficos, 2D ou 3D) e musicians (músicos). Outros demosceners posuem pouco envolvimento com a criação de demos mas são reconhecidos por seu trabalho em outras áreas como a criação de sites e organização de eventos.

## Impacto
Apesar das demos continuarem como uma forma de arte desconhecida e obscura, mesmo nos países em que ela é mais forte, a cena influenciou outras áreas como a indústria de videogames e as formas de expressão digital.
Uma parcela considerável dos programadores, artistas e músicos europeus de jogos vieram da demoscene, em geral aproveitando as técnicas, práticas e filosofias aprendidas em seu trabalho. Por exemplo, a empresa finlandesa de jogos Remedy Entertainment, conhecida pela sua série de jogos Max Payne, tem origem no demogroup Future Crew e a maioria de seus funcionários são ou fizeram parte da demoscene finlandesa.
Algumas vezes as demos influenciam diretamente criadores de jogos sem nenhuma filiação à demoscene; Will Wright citou a demoscene como inspiração para a criação do jogo Spore da Maxis, sua programação é amplamente baseada na "geração procedural de conteúdo" utilizada em demos e é programado por diversos veteranos da demoscene.
Certas formas de computer art possuem forte ligação com a demoscene. Música Tracker e Chiptunes, por exemplo, tiveram origem na indústria de jogos para Amiga e logo passou a influenciar e ser influenciada pelos músicos da demoscene, e se tornou uma cena independente. Outras formas de arte nas quais os demosceners passaram a se destacar foram a Pixel art e ASCII art.
A habilidade de criar apresentações elaboradas em equipamentos limitados voltou a ser valorizada com a popularização de consoles de jogos portáteis e telefones celulares com capacidades de processamento e limitações semelhantes aos das plataformas de computadores 16-bit (como telas de baixa resolução e armazenamento e memória limitados), assim, muitos dos demosceners criam jogos profissionalmente para essas plataformas.
Foram feitas algumas tentativas para aumentar a popularidade e familiaridade das demos como uma forma de arte. Apresentações de demos, exposições em galerias e livros sobre o assunto, além de programas de televisão foram produzidos para apresentar a subcultura e seus trabalhos.
Muitas vezes, produções com origens na demoscene se tornam famosos por seu contexto técnico. O jogo de tiro em primeira pessoa .kkrieger por exemplo usa algoritmos procedurais de geração de conteúdo semelhantes aos das demos de 64K para caber em 96 kilobytes.